# Animal (песня Def Leppard)
Animal (с англ. — «Животное») — песня, записанная английской рок-группой Def Leppard в 1987 году с четвёртого студийного альбома Hysteria. Это был первый сингл, выпущенный с альбома, и стал первым хитом группы в Топ-10 в их родной Великобритании, достигнув 6-го места в UK Singles Chart.

## Список Композиций

### 7": Bludgeon Riffola / LEP1 (США)
1. «Animal»
2. «Tear It Down»

### 7": Mercury / PolyGram / 888-832-7 (Великобритания)
1. «Animal»
2. «I Wanna Be Your Hero»

## Запись

### Ранняя версия
Первая демо-запись была сделана в 1984 году, до аварии Рика Аллена, а так же были черновики уже после. В документальном фильме Classic Albums, посвященная альбому Hysteria, можно отчётливо услышать ту самую демо-версию песни. Так же в интернет фанат сделал свою демо-версию основываясь на риффах.
У нас тогда были драм-машины, мы играли риффы, создавали черновики, играли на драм-машинах, и говорили "Это круто, это точно будет шедевром". Потом после похмелья понимали, что создали немыслимую ерунду.Джо Эллиотт
В 1985 году, Джо Эллиотт, записал вокал для Animal, пока находился в Париже.

### Возвращение Матт Лэнга
Позже Матт Лэнг вернулся к продюсированию альбома и изменил звучание песни.
В чём Матт хорош? Он не выкинет весь материал, сказав что это мусор. Он будет по кусочкам выстраивать новую песню, говоря: «а давайте заменим эту часть».Рик Сэвидж
Матт нас научил тому, что не стоит сразу же всё сворачивать, порой просто нужно заменить одну деталь на другую.Джо Эллиотт
Во втором куплете песни есть строчки «Like a Restless Rust, I Never Sleep». Эти слова являются отсылкой к альбому певца Нила Янга «Rust Never Sleeps».